# Pascal Flammer
Pascal Flammer (* 1973 in Freiburg) ist ein Schweizer Architekt.

## Werdegang
Pascal Flammer studierte von 1994 bis 2001 Architektur an der ETH Zürich, TU Delft und der EPF Lausanne. Er arbeitete von 1998 bis 2005 bei Valerio Olgiati in Zürich und gründete anschließend ein Architekturbüro in Zürich. Pascal Flammer wurde 2014 von Rem Koolhaas zur Architekturbiennale Venedig eingeladen. Flammer lehrte an der Accademia di Architettura di Mendrisio, der AHO Oslo, der Princeton University School of Architecture, der ETH Zürich, der Porto Academy, dem Sandberg Institute Amsterdam, an der Harvard University und aktuell an der Stuart Weitzman School of Design.

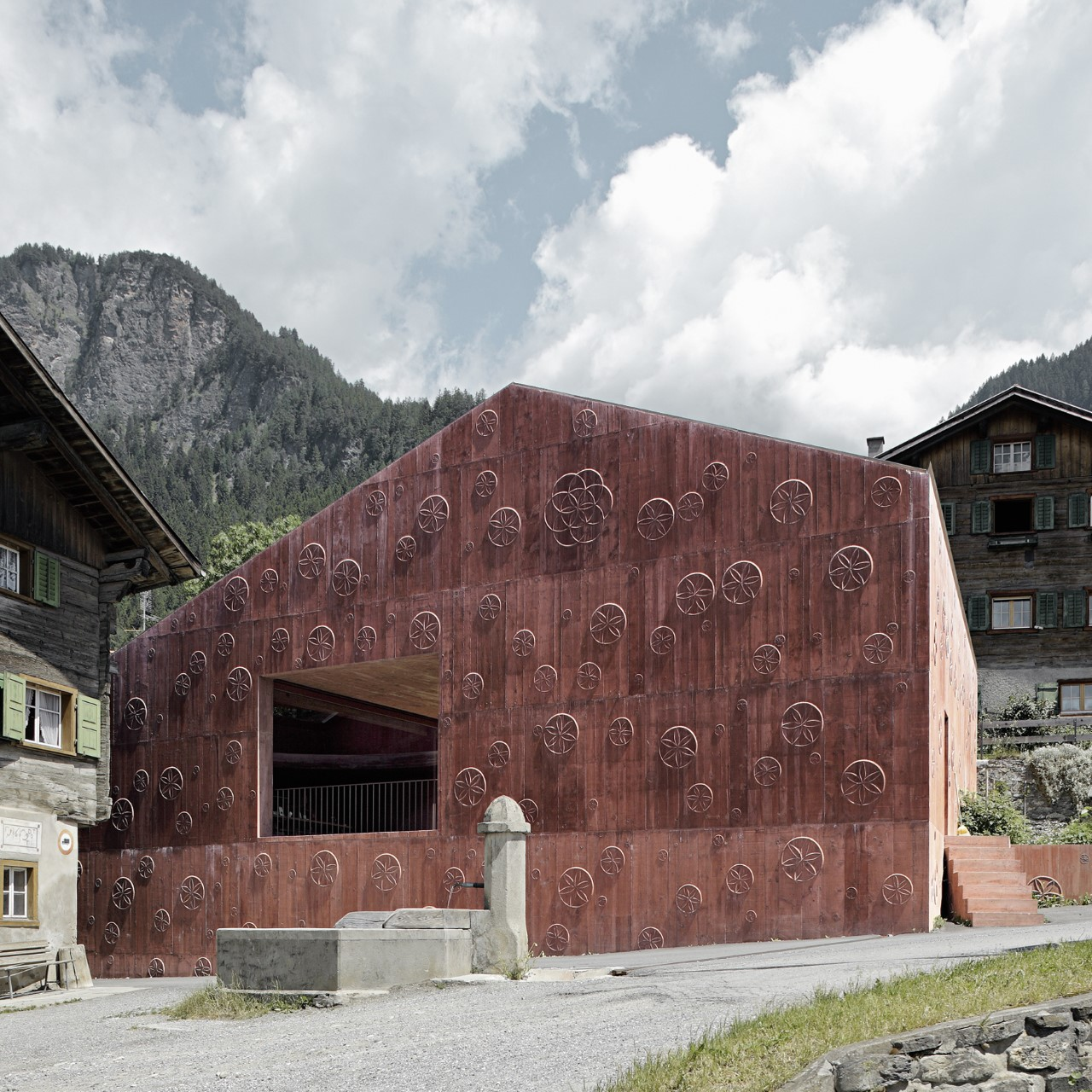
Atelier Bardill, Scharans, Schweiz

## Bauwerke
Als Mitarbeiter bei Valerio Olgiati:
- 1999: Gelbes Haus, Flims
- 2005: Haus K+N, Wollerau
- 2006: Atelier Olgiati, Flims
- 2007: Atelier Bardill, Scharans
- 2008: Nationalparkhaus, Zernez

Eigene Bauten:
- 2007–14: Stöckli Weiermatt, Balsthal mit Bauingenieure Conzett Bronzini Gartmann[1][2]
- 2009–22: Haus, Bonassola mit Marta Casagrande
- 2017–22: Schoonderbeek Flammer Huis, Amsterdam
- 2018–22: Doppelhort Hofacker, Schlieren
- 2017–23: Hobelwerk Baufeld D, Oberwinterthur
- seit 2019: Drei Häuser, Oberwil

Wettbewerbe:
- 2016–2023: Campus Platztor Universität St. Gallen mit Landschaftsarchitekt Maurus Schifferli und Bauingenieur Lorenz Kocher[3][4]

## Auszeichnungen und Preise
- 2006: Eidgenössisches Kunststipendium[5]
- 2007: Weißenhof Architekturförderpreis[6]
- 2012: Publikumspreis – Das beste Einfamilienhaus für Stöckli Weiermatt, Balsthal[7]
- 2013: Auszeichnung – Häuser des Jahres für Stöckli Weiermatt, Balsthal[8]
- 2014: Philippe Rotthier European Prize for Architecture für Stöckli Weiermatt, Balsthal[9]
- 2024: Schweizer Architekturpreis in der Kategorie Der beste Neubau – Jurypreis für Hobelwerk Baufeld D, Oberwinterthur[10]
- 2025: Balthasar Neumann Preis für Hobelwerk Baufeld D, Oberwinterthur

## Ausstellungen
- 2012: Pascal Flammer, London Metropolitan University
- 2013: Pascal Flammer Miniaturen, Architekturgalerie am Weissenhof
- 2014: DETAILS. Architecture seen in section, Architekturbiennale Venedig
- 2015: Pascal Flammer. The owls are not what they seem, BALTSprojects, Zürich
- 2017: Architekturbiennale Chicago

## Vorträge
- 2015: Pascal Flammer x Kazuo Shinohara ; The Difficult Double
- 2015: Gedanken • Wünsche • Fantasien
- 2016: Conférence de Pascal Flammer, Architecte, Suisse.
- 2017: UDK TUESDAY 186 / Pascal Flammer
- 2019: 04.19.19 Student Lecture Series | Pascal Flammer
- 2020: An Interview with Pascal Flammer | Beijing Urban and Architecture Biennale 2020
- 2021: SWITZERLAND House in Balsthal PASCAL FLAMMER
- 2025: The Weitzman School Presents: Pascal Flammer

## Interviews
- 2012: Wohnen in einem Schweizer Holzhaus | Euromaxx
- 2016: #Foros2016 Interview with Pascal Flammer
- 2017: UDK TUESDAY 186 / a talk with Pascal Flammer
- 2019: Pascal Flammer: What is architecture?
- 2020: An Interview with Pascal Flammer | Beijing Urban and Architecture Biennale 2020

## Ehemalige Mitarbeiter
- Sebastian Carella
- Giulia Furlan
- 2009–10: Charlotte Truwant
- 2010–214: Dries Rodet

## Akademische Mitarbeiter
- 2014–16: Aldo Duelli
- 2014–16: Camilla Pisani

## Bücher
- Heinz Wirz (Hg.): 14 Studentenprojekte bei Valerio Olgiati. 1998–2000. Quart Verlag, Luzern 2000, ISBN 3-907631-04-8. Gestaltung: Raphael Zuber
- 2000 ETH Yearbook
- Hubertus Adam, Wolfgang Bachmann (Hrsg.): Häuser des Jahres. Die besten Einfamilienhäuser 2013. Callwey Verlag, München 2013. ISBN 978-3-7667-2037-5.´
- Nathalie Herschdorfer (Hrsg.): Stadt, Land, Berg. Neue Architektur in der Schweiz. Niggli Verlag, Salenstein 2015, ISBN 978-3-7212-0936-5 mit einem Vorwort von Hubertus Adam
- San Rocco. book of copies. 2015
- 2016 ETH Yearbook
- a+u 2014:07
- Deutsches Dach-Zentrum e.V. Hamburg, Thomas Jocher, Ulrike Wietzorrek (Hrsg.): Dachräume: Entwerfen, Konstruieren, Bewohnen. Edition Detail, München 2018, ISBN 978-3-95553-356-4.
- a+u 2018:03
- Jiro Iio, Hinako Izuhara (Hrsg.): Go Hasegawa. Conversations with European Architects. LIXIL Verlag, 2015 ISBN 978-4-86480-016-7
- Samuel Penn (Hrsg.): ACCOUNTS. Pelinu Books, Bukarest 2019 mit Beiträgen von Pier Vittorio Aureli, François Charbonnet, Beat Consoni, Irina Davidovici, Mike Davies, Andrea Deplazes, Angela Deuber, Sérgio Fernandez, Pascal Flammer, Christoph Gantenbein, Rolf Jenni, Jan Kinsbergen, Oliver Lütjens, Peter Märkli, Marcel Meili, Thomas Padmanabhan, Samuel Penn, Jonathan Sergison, Álvaro Siza, Luigi Snozzi, Laurent Stalder, Martino Tattara, Marie-José Van Hee, Adrien Verschuere, Tom Weiss, Andrea Zanderigo, Raphael Zuber
- 100 Traumhäuser. Callwey Verlag, München 2020. ISBN 978-3-7667-2494-6